# Nihilist
Nihilist – szwedzcy protoplaści sceny deathmetalowej. Zespół został założony w 1987 r. z inicjatywy Nickego Anderssona oraz Alexa Hellida i Leifa Cuznera. W 1989 r. Nihilist przemianowano na Entombed, jednocześnie ze składu wyeliminowano Johnny'ego Hedlunda. Hedlunda usunięto z zespołu z powodu nieporozumień pomiędzy nim samym a Nickiem Anderssonem. Jeszcze tego samego roku Johnny Hedlund założył grupę Unleashed.
Nihilist nie wydał żadnego studyjnego albumu, natomiast nakładem Threeman Recordings ukazał się album kompilacyjny obejmujący wszystkie dema zespołu.

## Muzycy
Ostatni znany skład zespołu
- Alex Hellid – gitara elektryczna
- Uffe Cederlund – gitara elektryczna
- L-G Petrov – śpiew
- Nicke Andersson – perkusja
- Johnny Hedlund – gitara basowa

Byli członkowie zespołu
- Leif "Leffe" Cuzner (zmarły) – gitara basowa[5]
- Mattias – śpiew

## Dyskografia
Opracowano na podstawie materiału źródłowego
- Premature Autopsy (realizacja własna, 1988)
- Only Shreds Remain (realizacja własna, 1989)
- Drowned (realizacja własna, 1989)
- Nihilist (Kompilacja dem z lat 88/89, Threeman Recordings, 2005)